# Prokop Hartmann z Klarštejna
Prokop Jan hrabě Hartmann z Klarštejna (německy Procop Johann Graf Hartmann von Klarstein) (11. srpna 1787 – 21. prosince 1868 Praha) byl česko-rakouský šlechtic a rakouský generál. Od mládí sloužil v císařské armádě a byl účastníkem napoleonských válek, později sloužil jako důstojník u různých posádek převážně v Čechách. Mezitím byl v letech 1830–1832 jako vojenský guvernér přidělen ke dvoru Napoleona II. Svou kariéru završil jako prezident Nejvyššího vojenského soudního dvora (1842–1850) a v roce 1849 dosáhl v armádě druhé nejvyšší hodnosti polního zbrojmistra. Po odchodu do výslužby žil téměř dvacet let v Praze.

## Životopis

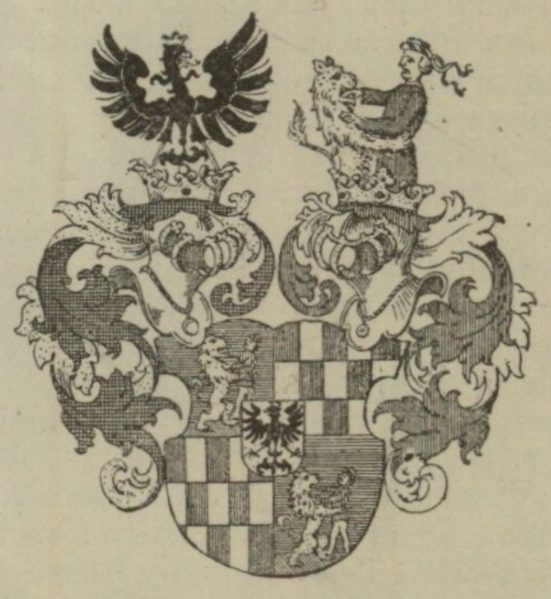
Erb Hartmannů z Klarštejna

Pocházel z německého šlechtického rodu Hartmannů z Klarštejna usazeného od 17. století v Čechách. Narodil se jako druhorozený syn hraběte Jana Prokopa Hartmanna (1760–1852) a jeho manželky Marie Viktorie, rozené hraběnky Kounicové (1751–1796). Od mládí sloužil v armádě a již ve dvaceti letech byl nadporučíkem u 2. hulánského pluku v Žatci. Po válce v roce 1809 byl v hodnosti rytmistra přidělen k 10. pěšímu pluku v Kroměříži. V roce 1814 byl jmenován císařským komorníkem a jako podplukovník (1815) sloužil u 18. pěšího pluku v Jičíně. V roce 1822 byl povýšen na plukovníka a následujících osm let strávil jako velitel 54. pěšího pluku v Jindřichově Hradci (1822–1830).
V roce 1830 byl jako vojenský guvernér přidělen ke dvoru vévody zákupského a v roce 1831 byl povýšen na generálmajora. Po předčasném úmrtí vévody zákupského se vrátil do aktivní služby v armádě a převzal velení brigády v Plzni (1832–1834). Od roku 1834 byl členem dvorské válečné rady a převzal vedení justiční komise, v roce 1836 získal hodnost polního podmaršála. V letech 1842–1850 zastával funkci prezidenta Vrchního vojenského odvolacího soudu (K.u.k. Allgemeine Militär Appelations Gericht), respektive od roku 1848 Nejvyššího vojenského soudního dvora. V roce 1842 zároveň obdržel titul c. k. tajného rady s nárokem na oslovení Excelence. V roce 1849 byl penzionován a při té příležitosti obdržel hodnost titulárního polního zbrojmistra. Po odchodu do výslužby žil v Praze, kde také zemřel. Za zásluhy byl nositelem Leopoldova řádu a parmského Konstantinova řádu sv. Jiří, který získal od matky Napoleona II., parmské vévodkyně Marie Luisy. Od roku 1833 byl také čestným majitelem pěšího pluku č. 9 dislokovaného v Sibiu (dříve německy Hermannstadt)
Jeho starší bratr Filip (1786–1839) byl guberniálním radou v Praze a majitelem panství Drahenice. Filipovým synem Janem Adolfem (1821–1879) rod Hartmannů vymřel.